# 3. Liga
3. Liga (ty: Dritte Liga) är den tredje högsta divisionen i fotboll i Tyskland. Ligan startades säsongen 2008-09, då den ersatte den tidigare Regionalliga som tredje högsta fotbollsligan i Tyskland. I det tyska seriesystemet i fotboll är den placerad mellan 2. Bundesliga och den semi-professionella Regionalliga.

## Historia
På tyska fotbollsförbundets kongress i september 2006 bestämdes det att införa en rikstäckande 3:e liga med syftet att förbättra de ekonomiska förutsättningarna för klubbarna som spelar under 2. Bundesliga. Därmed minskades gapet mellan 3:e ligan och 2. Bundesliga.
| Säsong    | Segrare                |
| --------- | ---------------------- |
| 2008/2009 | Union Berlin           |
| 2009/2010 | Osnabrück              |
| 2010/2011 | Eintracht Braunschweig |
| 2011/2012 | Sandhausen             |
| 2012/2013 | Karlsruher             |
| 2013/2014 | Heidenheim             |
| 2014/2015 | Arminia Bielefeld      |
| 2015/2016 | Dynamo Dresden         |
| 2016/2017 | Duisburg               |
| 2017/2018 | Magdeburg              |
| 2018/2019 | Osnabrück              |

## Klubbar 2019/2020

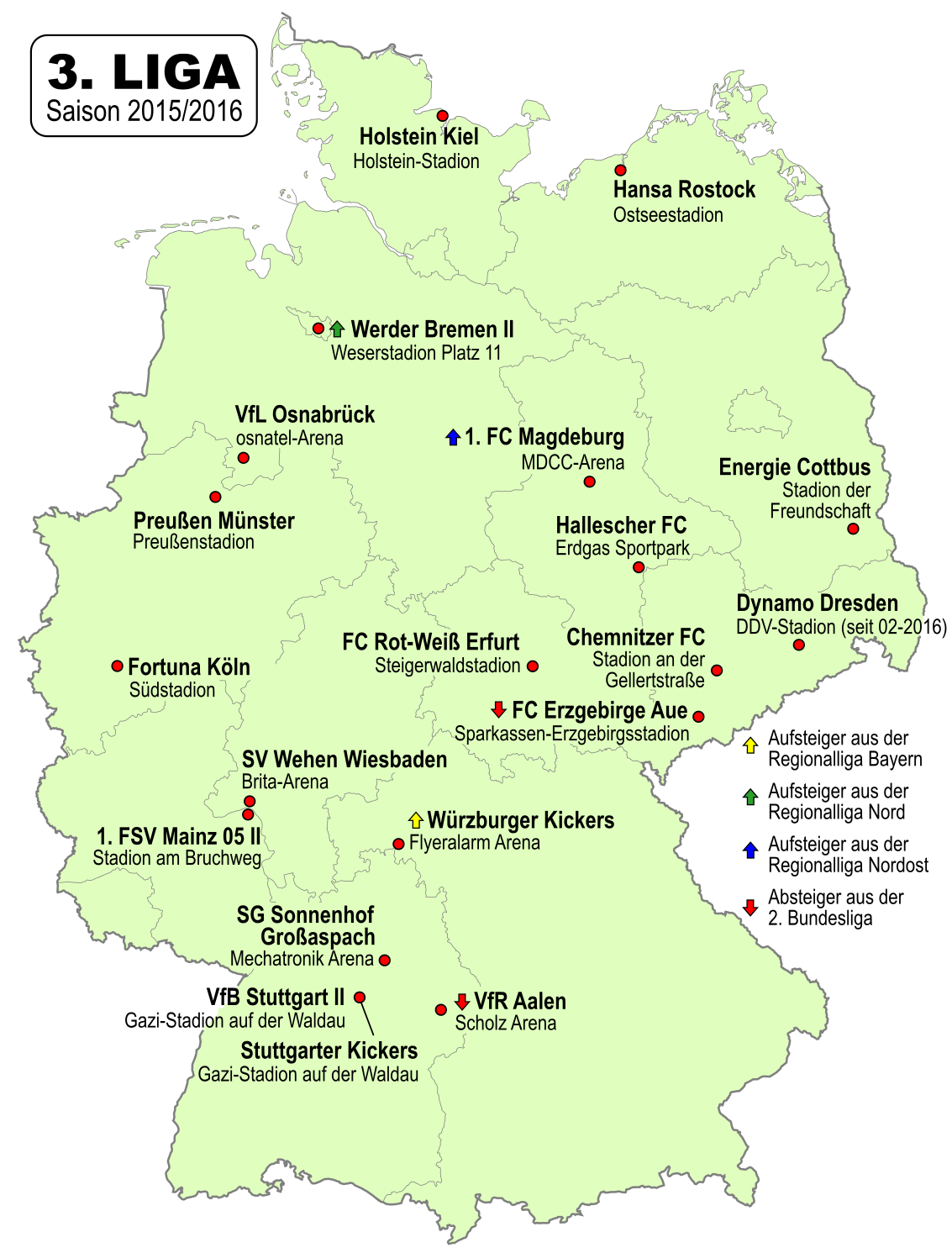
Klubbar i Dritte Liga säsongen 2015-2016.

Följande lag deltar i 3. Liga säsongen 2019/20. I 3.Liga återfinns reservlag till klubbarna i Bundesliga och 2. Bundesliga. Dessa lag har ej någon möjlighet till avancemang till Bundesliga.
| Klubb                   | Ort            | Förbundsland           | Arena                         | Kapacitet |
| ----------------------- | -------------- | ---------------------- | ----------------------------- | --------- |
| Eintracht Braunschweig  | Braunschweig   | Niedersachsen          | Eintracht-Stadion             | 23.325    |
| KFC Uerdingen           | Düsseldorf     | Nordrhein-Westfalen    | Merkur-Spiel Arena (temporär) | 54.600    |
| 1. FC Kaiserslautern    | Kaiserslautern | Rheinland-Pfalz        | Fritz Walter Stadion          | 49.850    |
| MSV Duisburg            | Duisburg       | Nordrhein-Westfalen    | Schauinsland-Reisen-Arena     | 31.500    |
| FC Hansa Rostock        | Rostock        | Mecklenburg-Vorpommern | Ostseestadion                 | 29.000    |
| SV Waldhof Mannheim     | Mannheim       | Badem-Württemberg      | Carl-Benz-Stadion             | 24.302    |
| 1. FC Magdeburg         | Magdeburg      | Sachsen-Anhalt         | MDCC-Arena                    | 19.800    |
| FC Ingolstadt 04        | Ingolstadt     | Bayern                 | Audi-Sportpark                | 15.200    |
| Hallescher FC           | Halle          | Sachsen-Anhalt         | Erdgas Sportpark              | 15.057    |
| SpVgg Unterhaching      | Unterhaching   | Bayern                 | Sportpark Unterhaching        | 15.053    |
| Preußen Münster         | Münster        | Nordrhein-Westfalen    | Preußenstadion                | 15.050    |
| Chemnitzer FC           | Chemnitz       | Sachsen                | Stadion-An der Gallertstraße  | 15.000    |
| TSV 1860 München        | München        | Bayern                 | Grünwalder Stadion            | 15.000    |
| FC Bayern München II    | München        | Bayern                 | Grünwalder Stadion            | 15.000    |
| SV Meppen               | Meppen         | Niedersachsen          | Hänsch-Arena                  | 13.815    |
| Würzburger Kickers      | Würzburg       | Bayern                 | Flyeralarm Arena              | 13.090    |
| FC Carl Zeiss Jena      | Jena           | Thüringen              | Ernst-Abbe-Sportfeld          | 12.990    |
| FSV Zwickau             | Zwickau        | Sachsen                | GGZ-Arena                     | 10.134    |
| SG Sonnenhof Großaspach | Aspach         | Badem-Württemberg      | Mechatronik Arena             | 10.001    |
| FC Viktoria Köln        | Köln           | Nordrhein-Westfalen    | Sportpark Höhenberg           | 10.001    |

## Lönerna
2016 låg genomsnittslönen för en spelare i 3:e ligan på 116 000€ om året (motsvarar ca 1,1 miljoner SEK). Detta motsvarar ungefär den genomsnittliga förtjänsten i Allsvenskan som år 2014 låg på ca 1 miljon om året.